# Perotrochus
Perotrochus é um gênero de moluscos gastrópodes marinhos da família Pleurotomariidae, proposto por P. Fischer em 1885. Atualmente compreende quinze espécies viventes, todas distribuídas entre os mares do oceano Pacífico e Atlântico (sendo o gênero de Pleurotomariidae mais ocorrente neste último oceano citado), com algumas transferidas para os gêneros Bayerotrochus e Mikadotrochus:
- Perotrochus amabilis (Bayer, 1963)
- Perotrochus anseeuwi Kanazawa & Goto, 1991
- Perotrochus atlanticus Rios & Matthews, 1968
- Perotrochus caledonicus Bouchet & Métivier, 1982
- Perotrochus charlestonensis Askew, 1987
- Perotrochus deforgesi Métivier, 1990
- Perotrochus lucaya Bayer, 1965
- Perotrochus maureri Harasewych & Askew, 1993
- Perotrochus metivieri Anseeuw & Goto, 1995
- Perotrochus oishii (Shikama, 1973)
- Perotrochus pseudogranulosus Anseeuw, Puillandre, Utge & Bouchet, 2015
- Perotrochus quoyanus (P. Fischer & Bernardi, 1856)
- Perotrochus tosatoi Anseeuw, Goto & Abdi, 2005
- Perotrochus vicdani Kosuge, 1980
- Perotrochus wareni Anseeuw, Puillandre, Utge & Bouchet, 2015

## Ex espécies dePerotrochusem outros táxon
- Perotrochus africanus (Tomlin, 1948) - denominada Bayerotrochus africanus (Tomlin, 1948)
- Perotrochus boucheti Anseeuw & Poppe, 2001 - denominada Bayerotrochus boucheti (Anseeuw & Poppe, 2001)
- Perotrochus diliculum Okutani, 1979  - denominada Bayerotrochus diluculum (Okutani, 1979)
- Perotrochus gemma F. M. Bayer, 1965 - denominada Perotrochus quoyanus quoyanus (P. Fischer & Bernardi, 1856)
- Perotrochus gotoi Anseeuw, 1990 - denominada Mikadotrochus gotoi (Anseeuw, 1990)
- Perotrochus hirasei (Pilsbry, 1903) - denominada Mikadotrochus hirasei (Pilsbry, 1903)
- Perotrochus indicus Anseeuw, 1999 - denominada Bayerotrochus indicus (Anseeuw, 1999)
- Perotrochus midas Bayer, 1965 - denominada Bayerotrochus midas (Bayer, 1965)
- Perotrochus poppei (Anseeuw, 2003) - denominada Bayerotrochus poppei Anseeuw, 2003
- Perotrochus pyramus Bayer, 1967 - denominada Bayerotrochus pyramus (Bayer, 1967)
- Perotrochus tangaroanus Bouchet & Métivier, 1982 - denominada Bayerotrochus tangaroanus (Bouchet & Métivier, 1982)
- Perotrochus teramachii Kuroda, 1955 - denominada Bayerotrochus teramachii (Kuroda, 1955)
- Perotrochus westralis (Whitehead, 1987) - denominada Bayerotrochus westralis (Whitehead, 1987)

Algumas espécies deste gênero estiveram classificadas no gênero Pleurotomaria. Duas espécies, Perotrochus allani e Perotrochus marwicki, são registradas pelo WoRMS como fósseis.